# KNSB Cup jongeren (marathonschaatsen)
Naast de KNSB Cup die in het seizoen 1972/73 voor het eerst werd geïntroduceerd is er met ingang van het marathonseizoen 1996/97 een jongerenklassement voor de beste jongeren rijder van het seizoen.  
De eerste winnaar bij de mannen is Willem Poelstra die het jaar daarna dit klassement weet te verdedigen. In het marathonseizoen 2002/03 is er een klassement voor vrouwen. De winnaar van de eerste editie is Jolanda Langeland. Recordkampioen bij de mannen is Harm Visser door drie keer op rij het klassement te winnen. Bij de vrouwen is het Lisa van der Geest met vijf keer klassement winnaar. 
Drie keer kwam het voor dat er geen klassement werd opgesteld. Naast het marathonseizoen 2020/2021 wat niet doorging door de Coronapandemie, werd in 2000/01 en 2001/02 geen klassement uitgereikt. 

## Winnaars[1]
| #                           | Seizoen  | Heren              | Dames               |
| Unox Cup                    | Unox Cup | Unox Cup           | Unox Cup            |
| --------------------------- | -------- | ------------------ | ------------------- |
| 1                           | 1996/97  | Willem Poelstra    | Niet uitgereikt     |
| 2                           | 1997/98  | Willem Poelstra    | Niet uitgereikt     |
| 3                           | 1998/99  | Koen Lankhaar      | Niet uitgereikt     |
| 4                           | 1999/00  | Jan van Oosterom   | Niet uitgereikt     |
| KNSB Cup                    |          |                    |                     |
|                             | 2000/01  | Niet uitgereikt    | Niet uitgereikt     |
| Essent Cup                  |          |                    |                     |
|                             | 2001/02  | Niet uitgereikt    | Niet uitgereikt     |
| 5                           | 2002/03  | Roel van Hest      | Jolanda Langeland   |
| 6                           | 2003/04  | Arjan Stroetinga   | Maria Sterk         |
| 7                           | 2004/05  | Bob de Vries       | Andrea Sikkema      |
| 8                           | 2005/06  | Ingmar Berga       | Mariska Huisman     |
| 9                           | 2006/07  | Ingmar Berga       | Mischa Top          |
| KNSB Cup & Essent Cup       |          |                    |                     |
| 10                          | 2007/08  | Sjoerd Huisman     | Anniek ter Haar     |
| 11                          | 2008/09  | Karlo Timmerman    | Margo van de Merwe  |
| DSB Bank Cup / Marathon Cup |          |                    |                     |
| 12                          | 2009/10  | Pieter-Jan van Eck | Lillian van Haaster |
| KPN Marathon Cup            |          |                    |                     |
| 13                          | 2010/11  | Karlo Timmerman    | Margo van de Merwe  |
| 14                          | 2011/12  | Crispijn Ariëns    | Lisa van der Geest  |
| 15                          | 2012/13  | Johan Knol         | Lisa van der Geest  |
| 16                          | 2013/14  | Mats Stoltenborg   | Lisa van der Geest  |
| 17                          | 2014/15  | Robert Post        | Lisa van der Geest  |
| 18                          | 2015/16  | Robert Post        | Iris van der Stelt  |
| 19                          | 2016/17  | Evert Hoolwerf     | Lisa van der Geest  |
| 20                          | 2017/18  | Evert Hoolwerf     | Jade van der Molen  |
| 21                          | 2018/19  | Bart Hoolwerf      | Bianca Bakker       |
| 22                          | 2019/20  | Bart Hoolwerf      | Marijke Groenewoud  |
| Marathon Cup                |          |                    |                     |
| 23                          | 2021/22  | Harm Visser        | Maaike Verweij      |
| 24                          | 2022/23  | Harm Visser        | Maaike Verweij      |
| 25                          | 2023/24  | Harm Visser        | Maaike Verweij      |
| 26                          | 2024/25  |                    |                     |

1996/1997 ·
1997/1998 ·
1998/1999 ·
1999/2000 ·
2001/2002 ·
2002/2003 ·
2003/2004 ·
2004/2005 ·
2005/2006 ·
2006/2007 ·
2007/2008 ·
2008/2009 ·
2009/2010 ·
2010/2011 ·
2011/2012 ·
2012/2013 ·
2013/2014 ·
2014/2015 ·
2015/2016 ·
2016/2017 ·
2017/2018 ·
2018/2019 ·
2019/2020 ·
2020/2021 ·
2021/2022 ·
2022/2023 ·
2023/2024 ·
2024/2025
 Oranje leiderspak ·
 Rood-wit-blauw leiderspak · 
 Wit leiderspak
Nederlandse kampioenschappen: Kunstijs · Natuurijs · Open
Eindklassementen: KNSB Cup ·
 Jongeren klassement ·
Ploegenklassement ·
Grand prix klassement ·
Natuurijsklassement ·
Natuurvierdaagse ·
Club-assistent Brabantcup
Records en statistieken
Elfstedentocht
Natuurijsklassiekers: De 100 van Eernewoude · 
Amstelmeer Marathon · 
Ronde van Loosdrecht · 
Westland Marathon · 
Driedaagse van Ankeveen · 
Noorder Rondritten · 
Noordwesthoekrit · 
Oldambtrit · 
Hollands Venetiëtocht · 
Ronde van Duurswold · 
Ronde van Skarsterlân · 
Rottemerentocht · 
USA Marathon · 
Veluwemeertocht
Lijst van schaatsmarathons per kunstijsbaan: Alkmaar · Amsterdam · Assen · Breda · Den Haag · Deventer · Dronten · Eindhoven · Enschede · Geleen · Groningen · Haarlem · Heerenveen · Hoorn · Leeuwarden · Nijmegen · Rotterdam · Tilburg · Utrecht
Lijst van schaatsmarathons per natuurijsbaan: Hengelo · Polsbroek · Veenoord ·  Noordlaren · Haaksbergen ·  Winterswijk · Burgum · 
Awards: Marathonschaatser van het Jaar · Willem Poelstra Trofee
1972/1973 ·
1973/1974 ·
1974/1975 ·
1975/1976 ·
1976/1977 ·
1977/1978 ·
1978/1979 ·
1979/1980 ·
1980/1991 ·
1980/1981 ·
1981/1982 ·
1982/1983 ·
1983/1984 ·
1984/1985 ·
1985/1986 ·
1986/1987 ·
1987/1988 ·
1988/1989 ·
1989/1990 ·
1990/1991 ·
1991/1992 ·
1992/1993 ·
1993/1994 ·
1994/1995 ·
1995/1996 ·
1996/1997 ·
1997/1998 ·
1998/1999 ·
1999/2000 ·
2001/2002 ·
2002/2003 ·
2003/2004 ·
2004/2005 ·
2005/2006 ·
2006/2007 ·
2007/2008 ·
2008/2009 ·
2009/2010 ·
2010/2011 ·
2011/2012 ·
2012/2013 ·
2013/2014 ·
2014/2015 ·
2015/2016 ·
2016/2017 ·
2017/2018 ·
2018/2019 ·
2019/2020 ·
2020/2021 ·
2021/2022 ·
2022/2023 ·
2023/2024 ·
2024/2025